# Monosyntaxis ochosphena
Monosyntaxis ochosphena là một loài bướm đêm thuộc phân họ Arctiinae, họ Erebidae.